# Kowalevskia
Kowalevskia är ett släkte av ryggsträngsdjur som ingår i familjen Kowalewskiidae. Det är den enda släktet i familjen. Släktet innehåller två arter, Kowalevskia oceanica och Kowalevskia tenuis.